# Космос-188
Космос-188 е съветски безпилотен космически кораб от типа „Союз“. Това е кораб № 5 от модификацията Союз 7К-ОК. Корабът стартира на 30 октомври 1967 г. и е предназначен за автоматично скачване с кораба Космос-186. Двата кораба осъществяват първото автоматично скачване в света.

## Скачване
Първо е изстрелян корабът Космос 186 на 27 октомври 1967 г. Той е „активния“ кораб и е трябвало да намери с радиолокационна антена „пасивния“ Космос 188, да се сближи с него и да се скачи. На 30 октомври 1967 г., по време на прелитането на кораба „Космос 186“ над космодрума е изстрелян „Космос 188“ в същата орбита, но с дистанция от 24 км.
За да се осъществи скачването е необходима голяма точност на извеждането на орбита, защото автоматичната система за скачване може да работи само до определено разстояние между скачващите се кораби. Това разстояние от 24 км е напълно достатъчно за осъществяването му.
Чрез команда от центъра за управление е активирана системата за ориентация, системата за автоматично управление и бордовите елктронно-изчислителни машини (ЕИМ). След „откриването“ на „пасивния“ кораб „Космос 188“, ЕИМ на „активния“ „Космос 186“ започва изчисляването на необходимото ускоряване за намаляване разстоянието между корабите, корекция на орбитата в хоризонталната и вертикалната равнина. Приближаването става със скорост от около 90 км/ч. При достигането на разстояние между двата кораба от около 300 м се изключва главния, а се включват двигателите с малка мощност.
В последния етап от скачването приближаването става със скорост от 0,5 – 1 м/с. След това става и скачването: щангата на скачващия възел на „Космоса 186“ влиза в конусообразния приемник на „Космос 188“.
Скачените кораби летяли около 3 часа и половина, извършвайки около 2 обиколки около Земята. След това по команда от Земята те се разкачват и последователно се приземяват: първо „Космос 186“, след това „Космос 188“.
Трябва да се отбележи, че корабът Космос 188 е същият кораб за несъстоялата се мисия Союз 2А, на който е променено оборудването и обзавеждането му за автономен космически полет. Променена и модернизирана е и парашутната му система, довела до катастрофата на Союз 1 и смъртта на Владимир Комаров.